# ثيودوريك فاليتون
ثيودوريك فاليتون (1855-1929) (بالإنجليزية: Theodoric Valeton)‏ هو عالم نبات هولندي.